# Skin Trade
Skin Trade, singel av Duran Duran, utgiven i februari 1987. Det var den andra singeln från albumet Notorious och nådde som bäst 22:a plats på engelska singellistan.

## Låtlista
7" Singel
1. "Skin Trade" (Radio Cut) (4:26)
2. "We Need You" (2:49)

12" Singel
1. "Skin Trade" (Stretch mix) (7:36)
2. "Skin Trade" (Album cut) (5:58)
3. "We Need You" (2:49)

CD-singel (Inkluderad i Singles Box Set 1986-1995)
1. "Skin Trade" (Radio cut) (4:25)
2. "We Need You" (2:49)
3. "Skin Trade" (Stretch mix) (7:36)
4. "Skin Trade" (Album cut) (5:58)

## Listplaceringar
| Lista (1987)   | Topplacering |
| -------------- | ------------ |
| Nederländerna  | 11           |
| Nya Zeeland    | 36           |
| Storbritannien | 22           |

### Fotnoter
1. ↑  ”Listplacering”. http://dutchcharts.nl/showitem.asp?interpret=Duran+Duran&titel=Skin+Trade&cat=s. Läst 17 september 2011.
2. ↑  ”Listplacering”. Arkiverad från originalet den 10 november 2012. https://web.archive.org/web/20121110171353/http://charts.org.nz/showitem.asp?interpret=Duran+Duran&titel=Skin+Trade&cat=s. Läst 17 september 2011.
3. ↑  ”Listplacering”. Arkiverad från originalet den 25 maj 2012. https://archive.is/20120525170152/http://www.chartstats.com/release.php?release=13864. Läst 17 september 2011.